# Großer Preis von Malaysia 1999
Der Große Preis von Malaysia 1999 (offiziell I Petronas Malaysian Grand Prix) fand am 17. Oktober auf dem Sepang International Circuit in Sepang statt und war das 15. Rennen der Formel-1-Weltmeisterschaft 1999.

## Bericht

### Hintergrund
Nach dem Großen Preis von Europa führte Mika Häkkinen in der Fahrerwertung mit zwei Punkten vor Eddie Irvine und mit zwölf Punkten vor Heinz-Harald Frentzen. Auf dem vierten Platz lag David Coulthard mit 14 Punkten Rückstand auf Häkkinen. Bei noch zwei ausstehenden Rennen und 20 zu vergebenden Punkten, hatte alle vier Fahrer noch die Möglichkeit Weltmeister zu werden. In der Konstrukteurswertung führte McLaren-Mercedes mit acht Punkten vor Ferrari und mit 63 Punkten vor Jordan-Mugen-Honda.
Vor dem Rennwochenende gab es einen Fahrerwechsel: Michael Schumacher kehrte nach seiner Beinverletzung wieder ins Ferrari-Cockpit zurück und ersetzte dort Mika Salo.
Da der Große Preis von Malaysia erstmals ausgetragen wurde, trat kein ehemaliger Sieger zu diesem Grand Prix an. Die Rennstrecke in Sepang war 19 Jahre lang bis zur Formel-1-Weltmeisterschaft 2017 im Kalender enthalten.

### Training

#### Freitagstraining
Die Sitzung fand auf einer nassen Strecke statt, die mit fortgeschrittener Zeit abtrocknete. Jacques Villeneuve sicherte sich mit 1:42,407 Minuten die schnellste Rundenzeit vor Coulthard, Jean Alesi, Irvine, Michael Schumacher und Pedro Diniz. Der Weltmeisterschaftsführende Häkkinen erreichte mit sieben Zehntel Abstand den achten Platz. Der langsamste Fahrer, Marc Gené, lag rund sieben Sekunden hinter der Bestzeit und rund drei Sekunden hinter dem Vorletzten Toranosuke Takagi.

#### Samstagstraining
Der Rückkehrer Michael Schumacher belegte mit 1:40,424 Minuten die schnellste Trainingszeit vor seinem Teamkollegen Irvine, Häkkinen, Johnny Herbert, Coulthard und Villeneuve. Der langsamste Fahrer, Takagi, lag rund viereinhalb Sekunden hinter der Bestzeit.

### Qualifying
Michael Schumacher holte sich mit 1:39,688 Minuten die Pole-Position mit einem Vorsprung von fast einer Sekunde auf den Zweiten Irvine. Dahinter folgten das McLaren-Duo Coulthard und Häkkinen sowie das Stewart-Duo Herbert und Rubens Barrichello auf Platz sechs. Frentzen hatte mit seinem Wagen erhebliche Abstimmungsprobleme und erreichte nur den 14. Platz. Der langsamste Fahrer, Takagi, lag rund fünf Sekunden hinter der Bestzeit.

### Warm-Up
Barrichello holte sich mit 1:41,679 Minuten die Bestzeit vor Coulthard, Häkkinen, Irvine, Michael Schumacher und Herbert. Jarno Trulli erlitt im Laufe des Warm-Ups einen Motorschaden, der erste von drei Motorschäden für Peugeot. Der langsamste Fahrer, Gené, lag rund vier Sekunden hinter der Bestzeit.

### Rennen
Vor dem Rennstart gab es eine hohe Regenwahrscheinlichkeit, doch die Strecke blieb bis Rennende trocken. In der Einführungsrunde erlitt Trulli, zum Zweiten Mal an diesem Wochenende, einen Motorschaden und konnte nicht am Rennen teilnehmen.
Michael Schumacher behielt nach Rennstart die Führung vor Irvine, Coulthard und Häkkinen. Der Schotte hätte Häkkinen in Kurve eins vorbei gehen lassen, doch Häkkinen nutzte die Gelegenheit nicht. In Kurve zwei krachte Giancarlo Fisichella in Damon Hill, welcher das Rennen nicht fortsetzen konnte. Fisichella erlitt einen Reifenschaden und wird das Rennen mit vier Runden Rückstand als Letzter beenden. Während der dritten Runde ließ Michael Schumacher seinen Teamkollegen Irvine vorbei, damit dieser wertvolle Punkte für die Weltmeisterschaft sammeln konnte. Gleichzeitig begann nun der Deutsche, die dahinterliegenden McLaren aufzuhalten, bis in Runde vier sich Coulthard in der zweiten Kurve an Schumacher vorbei zwängte. Olivier Panis erlitt in Runde fünf ebenfalls einen Motorschaden, es war der dritte kaputte Peugeot-Motor an diesem Tag. Coulthard begann Irvine zu jagen, bis der Schotte kurz vor der 15. Runde auf der vorletzten Gerade ausrollte. Michael Schumacher indes hielt nun Häkkinen deutlichst für rund acht Runden auf, in Runde 22 begann nun Schumacher von Häkkinen wegzuziehen, um seinen eigenen Boxenstopp nicht zu gefährden. In derselben Runde legte Michael Schumacher mit 1:40,943 Minuten die bis dahin schnellste Rundenzeit hin und war damit zwei Sekunden schneller als der Führende Irvine. Es war zudem die schnellste Runde von allen in diesem Rennen.
In der Runde 25 begann Irvine seinen ersten von zwei geplanten Stopps, nach etwa sieben Sekunden Stehzeit kam er auf die Strecke zurück. Zwei Runden später kam Häkkinen zum geplanten einzigen Stopp, Michael Schumacher die folgende Runde ebenfalls zu seinem einzigen Stopp. Nach den Boxenstopps führte Irvine weiterhin vor Michael Schumacher und Häkkinen. In Runde 41 erledigte Irvine seinen zweiten und letzten Boxenstopp, nach einer schnellen Abfertigung in unter sieben Sekunden kam er dennoch auf Platz drei hinter Michael Schumacher und Häkkinen auf die Strecke. Es sah lange danach aus, als würde Häkkinen auf Platz zwei das Rennen beenden, bis er jedoch in Runde 47 erneut nachtanken musste und somit kurzzeitig auf Platz vier zurückfiel, bis er in Runde 53 Herbert für den dritten Platz wieder überholte. In Runde 52 gab es die Teaminterne Rochade bei Ferrari und damit gewann Irvine das Rennen in Malaysia vor Michael Schumacher und Häkkinen. Vierter wurde Herbert, Fünfter Barrichello und Sechster Frentzen. Dies war zugleich der 125. Sieg für Ferrari als Konstrukteur sowie als Motorenhersteller, der vierte und letzte Sieg für Irvine in der Formel 1 und die letzte Punkteplatzierung für das Stewart-Team. Die Siegertrophäe wurde von Mahathir bin Mohamad, dem Premierminister von Malaysia, an Irvine überreicht. Der Pokal für den siegreichen Konstrukteur Ferrari wurde ebenfalls von Mahathir bin Mohamad, welcher auch den zweit- und drittplatzierten Fahrern ihre Trophäen gab, überreicht.
In der Fahrerwertung führte somit Irvine mit vier Punkten vor Häkkinen und die Fahrer-WM entschied sich im letzten Rennen zwischen diesen beiden Fahrern. Frentzen blieb Dritter. In der Konstrukteurswertung übernahm Ferrari dank des Doppelsieges die Führung vor McLaren-Mercedes. Jordan blieb Dritter.

### Nach dem Rennen

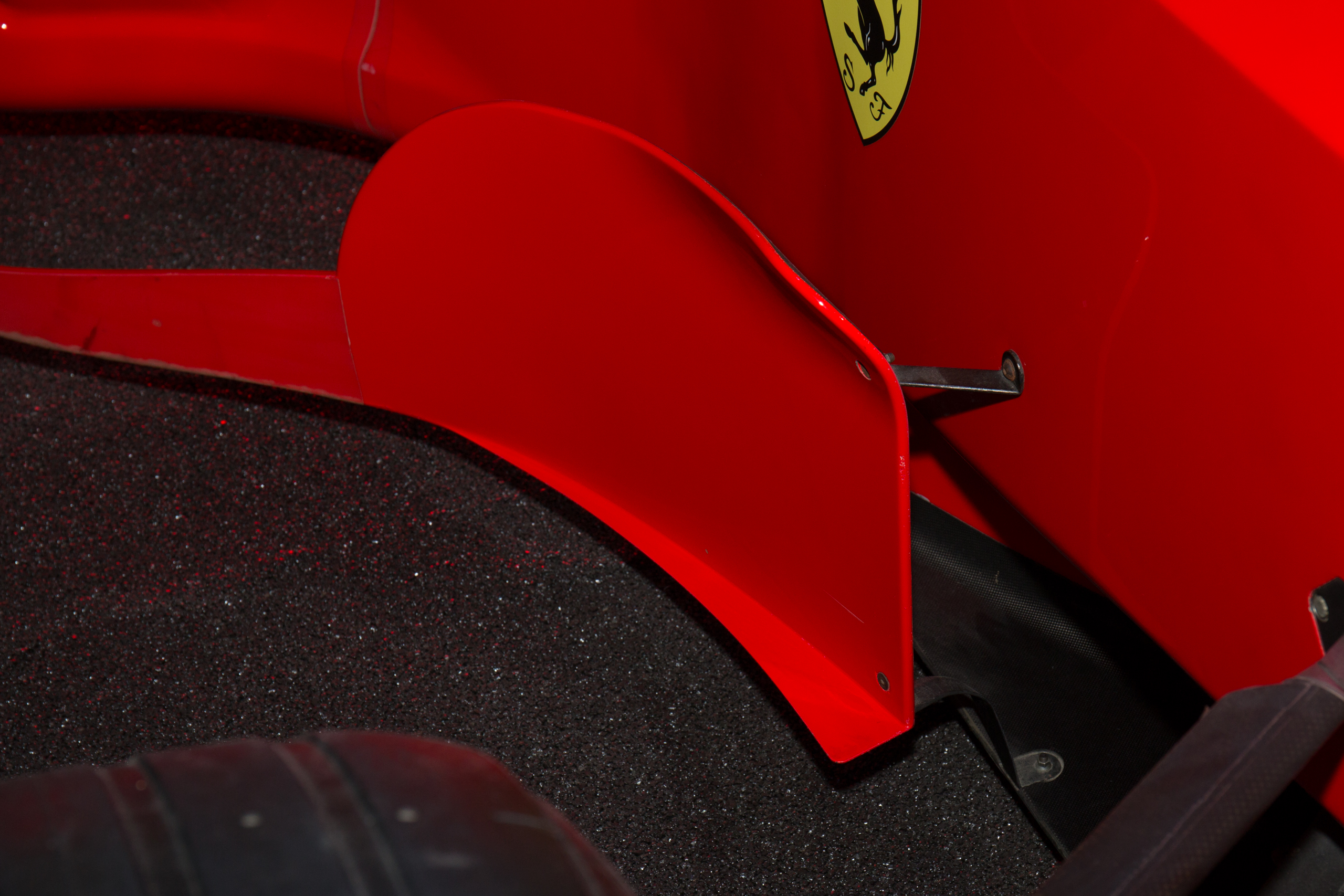
Der vermeintlich illegale Windabweiser

Beinahe direkt nach dem Rennen wurden beide Ferrari F399 vom Rennwochenende disqualifiziert, da die seitlichen Windabweiser („Bargeboard“) bei der technischen Abnahme um zehn Millimeter nicht regelkonform seien. Dies hätte gleichzeitig den Sieg für Häkkinen in Malaysia sowie den Gewinn der Formel-1-Weltmeisterschaft bedeutet, allerdings wurde nach einem gerichtlichen Einspruch von Ferrari die Entscheidung der FIA rückgängig gemacht und das Ergebnis mit Irvine als Sieger bestätigt.

## Meldeliste
| Team                         | Nr. | Fahrer                | Chassis        | Motor                 | Reifen |
| ---------------------------- | --- | --------------------- | -------------- | --------------------- | ------ |
| West McLaren Mercedes        | 01  | Mika Häkkinen         | McLaren MP4/14 | Mercedes-Benz 3.0 V10 | B      |
| West McLaren Mercedes        | 02  | David Coulthard       | McLaren MP4/14 | Mercedes-Benz 3.0 V10 | B      |
| Scuderia Ferrari Marlboro    | 03  | Michael Schumacher    | Ferrari F399   | Ferrari 3.0 V10       | B      |
| Scuderia Ferrari Marlboro    | 04  | Eddie Irvine          | Ferrari F399   | Ferrari 3.0 V10       | B      |
| Winfield Williams            | 05  | Alessandro Zanardi    | Williams FW21  | Supertec 3.0 V10      | B      |
| Winfield Williams            | 06  | Ralf Schumacher       | Williams FW21  | Supertec 3.0 V10      | B      |
| Benson & Hedges Jordan       | 07  | Damon Hill            | Jordan 199     | Mugen-Honda 3.0 V10   | B      |
| Benson & Hedges Jordan       | 08  | Heinz-Harald Frentzen | Jordan 199     | Mugen-Honda 3.0 V10   | B      |
| Mild Seven Benetton Playlife | 09  | Giancarlo Fisichella  | Benetton B199  | Playlife 3.0 V10      | B      |
| Mild Seven Benetton Playlife | 10  | Alexander Wurz        | Benetton B199  | Playlife 3.0 V10      | B      |
| Red Bull Sauber Petronas     | 11  | Jean Alesi            | Sauber C18     | Petronas 3.0 V10      | B      |
| Red Bull Sauber Petronas     | 12  | Pedro Diniz           | Sauber C18     | Petronas 3.0 V10      | B      |
| Arrows                       | 14  | Pedro de la Rosa      | Arrows A20     | Arrows 3.0 V10        | B      |
| Arrows                       | 15  | Toranosuke Takagi     | Arrows A20     | Arrows 3.0 V10        | B      |
| Stewart Ford                 | 16  | Rubens Barrichello    | Stewart SF3    | Ford Cosworth 3.0 V10 | B      |
| Stewart Ford                 | 17  | Johnny Herbert        | Stewart SF3    | Ford Cosworth 3.0 V10 | B      |
| Gauloises Prost Peugeot      | 18  | Olivier Panis         | Prost AP02     | Peugeot 3.0 V10       | B      |
| Gauloises Prost Peugeot      | 19  | Jarno Trulli          | Prost AP02     | Peugeot 3.0 V10       | B      |
| Fondmetal Minardi Ford       | 20  | Luca Badoer           | Minardi M01    | Ford 3.0 V10          | B      |
| Fondmetal Minardi Ford       | 21  | Marc Gené             | Minardi M01    | Ford 3.0 V10          | B      |
| British American Racing      | 22  | Jacques Villeneuve    | BAR 01         | Supertec 3.0 V10      | B      |
| British American Racing      | 23  | Ricardo Zonta         | BAR 01         | Supertec 3.0 V10      | B      |

## Klassifikation

### Qualifying
| Pos.                                                                       | Fahrer                | Konstrukteur       | Zeit     | Start |
| -------------------------------------------------------------------------- | --------------------- | ------------------ | -------- | ----- |
| 01                                                                         | Michael Schumacher    | Ferrari            | 1:39,688 | 01    |
| 02                                                                         | Eddie Irvine          | Ferrari            | 1:40,635 | 02    |
| 03                                                                         | David Coulthard       | McLaren-Mercedes   | 1:40,806 | 03    |
| 04                                                                         | Mika Häkkinen         | McLaren-Mercedes   | 1:40,866 | 04    |
| 05                                                                         | Johnny Herbert        | Stewart-Ford       | 1:40,937 | 05    |
| 06                                                                         | Rubens Barrichello    | Stewart-Ford       | 1:41,351 | 06    |
| 07                                                                         | Alexander Wurz        | Benetton-Playlife  | 1:41,444 | 07    |
| 08                                                                         | Ralf Schumacher       | Williams-Supertec  | 1:41,558 | 08    |
| 09                                                                         | Damon Hill            | Jordan-Mugen-Honda | 1:42,050 | 09    |
| 10                                                                         | Jacques Villeneuve    | BAR-Supertec       | 1:42,087 | 10    |
| 11                                                                         | Giancarlo Fisichella  | Benetton-Playlife  | 1:42,110 | 11    |
| 12                                                                         | Olivier Panis         | Prost-Peugeot      | 1:42,208 | 12    |
| 13                                                                         | Ricardo Zonta         | BAR-Supertec       | 1:42,310 | 13    |
| 14                                                                         | Heinz-Harald Frentzen | Jordan-Mugen-Honda | 1:42,380 | 14    |
| 15                                                                         | Jean Alesi            | Sauber-Petronas    | 1:42,522 | 15    |
| 16                                                                         | Alessandro Zanardi    | Williams-Supertec  | 1:42,885 | 16    |
| 17                                                                         | Pedro Diniz           | Sauber-Petronas    | 1:42,933 | 17    |
| 18                                                                         | Jarno Trulli          | Prost-Peugeot      | 1:42,948 | 18    |
| 19                                                                         | Marc Gené             | Minardi-Ford       | 1:43,563 | 19    |
| 20                                                                         | Pedro de la Rosa      | Arrows             | 1:43,579 | 20    |
| 21                                                                         | Luca Badoer           | Minardi-Ford       | 1:44,321 | 21    |
| 22                                                                         | Toranosuke Takagi     | Arrows             | 1:44,637 | 22    |
| 107-Prozent-Zeit: 1:46,666 min (bezogen auf die Bestzeit von 1:39,688 min) |                       |                    |          |       |

### Rennen
| Pos. | Fahrer                | Konstrukteur       | Runden | Stopps | Zeit        | Start | Schnellste Runde |
| ---- | --------------------- | ------------------ | ------ | ------ | ----------- | ----- | ---------------- |
| 01   | Eddie Irvine          | Ferrari            | 56     | 2      | 1:36:38,494 | 02    | 1:41,254 (38.)   |
| 02   | Michael Schumacher    | Ferrari            | 56     | 1      | + 1,040     | 01    | 1:40,267 (25.)   |
| 03   | Mika Häkkinen         | McLaren-Mercedes   | 56     | 2      | + 9,743     | 04    | 1:41,103 (49.)   |
| 04   | Johnny Herbert        | Stewart-Ford       | 56     | 1      | + 17,538    | 05    | 1:41,383 (50.)   |
| 05   | Rubens Barrichello    | Stewart-Ford       | 56     | 2      | + 32,296    | 06    | 1:40,810 (55.)   |
| 06   | Heinz-Harald Frentzen | Jordan-Mugen-Honda | 56     | 1      | + 34,884    | 14    | 1:40,631 (53.)   |
| 07   | Jean Alesi            | Sauber-Petronas    | 56     | 2      | + 54,408    | 15    | 1:41,328 (56.)   |
| 08   | Alexander Wurz        | Benetton-Playlife  | 56     | 2      | + 1:00,934  | 07    | 1:41,950 (36.)   |
| 09   | Marc Gené             | Minardi-Ford       | 55     | 1      | + 1 Runde   | 19    | 1:42,490 (54.)   |
| 10   | Alessandro Zanardi    | Williams-Supertec  | 55     | 3      | + 1 Runde   | 16    | 1:42,056 (27.)   |
| 11   | Giancarlo Fisichella  | Benetton-Playlife  | 52     | 3      | + 4 Runden  | 11    | 1:40,960 (36.)   |
| –    | Jacques Villeneuve    | BAR-Supertec       | 48     | 2      | DNF         | 10    | 1:41,769 (35.)   |
| –    | Pedro Diniz           | Sauber-Petronas    | 44     | 2      | DNF         | 17    | 1:41,639 (20.)   |
| –    | Pedro de la Rosa      | Arrows             | 30     | 1      | DNF         | 20    | 1:43,885 (22.)   |
| –    | Luca Badoer           | Minardi-Ford       | 15     | 1      | DNF         | 21    | 1:46,367 (09.)   |
| –    | David Coulthard       | McLaren-Mercedes   | 14     | 0      | DNF         | 03    | 1:42,940 (11.)   |
| –    | Ralf Schumacher       | Williams-Supertec  | 7      | 0      | DNF         | 08    | 1:46,418 (05.)   |
| –    | Toranosuke Takagi     | Arrows             | 7      | 0      | DNF         | 22    | 1:46,441 (04.)   |
| –    | Ricardo Zonta         | BAR-Supertec       | 6      | 0      | DNF         | 13    | 1:46,444 (02.)   |
| –    | Olivier Panis         | Prost-Peugeot      | 5      | 0      | DNF         | 12    | 1:46,874 (04.)   |
| –    | Damon Hill            | Jordan-Mugen-Honda | 0      | 0      | DNF         | 09    | –                |
| DNS  | Jarno Trulli          | Prost-Peugeot      | –      | –      | –           | 18    | –                |

Anmerkungen
1. ↑  Trulli erlitt in der Einführungsrunde einen Motorschaden und konnte nicht zum Rennen starten.

## WM-Stände nach dem Rennen
Die ersten sechs des Rennens bekamen 10, 6, 4, 3, 2 bzw. 1 Punkt(e).

### Fahrerwertung
| Pos. | Fahrer                | Konstrukteur         | Punkte |
| ---- | --------------------- | -------------------- | ------ |
| 01   | Eddie Irvine          | Ferrari              | 70     |
| 02   | Mika Häkkinen         | McLaren-Mercedes     | 66     |
| 03   | Heinz-Harald Frentzen | Jordan-Mugen-Honda   | 51     |
| 04   | David Coulthard       | McLaren-Mercedes     | 48     |
| 05   | Michael Schumacher    | Ferrari              | 38     |
| 06   | Ralf Schumacher       | Williams-Supertec    | 33     |
| 07   | Rubens Barrichello    | Stewart-Ford         | 21     |
| 08   | Johnny Herbert        | Stewart-Ford         | 15     |
| 09   | Giancarlo Fisichella  | Benetton-Playlife    | 13     |
| 10   | Mika Salo             | Ferrari/BAR-Supertec | 10     |
| 11   | Jarno Trulli          | Prost-Peugeot        | 7      |
| 12   | Damon Hill            | Jordan-Mugen-Honda   | 7      |

| Pos. | Fahrer             | Konstrukteur      | Punkte |
| ---- | ------------------ | ----------------- | ------ |
| 13   | Alexander Wurz     | Benetton-Playlife | 3      |
| 14   | Pedro Diniz        | Sauber-Petronas   | 3      |
| 15   | Olivier Panis      | Prost-Peugeot     | 2      |
| 16   | Jean Alesi         | Sauber-Petronas   | 1      |
| 17   | Marc Gené          | Minardi-Ford      | 1      |
| 18   | Pedro de la Rosa   | Arrows            | 1      |
| 19   | Alessandro Zanardi | Williams-Supertec | 0      |
| 20   | Toranosuke Takagi  | Arrows            | 0      |
| 21   | Ricardo Zonta      | BAR-Supertec      | 0      |
| 22   | Luca Badoer        | Minardi-Ford      | 0      |
| 23   | Jacques Villeneuve | BAR-Supertec      | 0      |
| –    | Stéphane Sarrazin  | Minardi-Ford      | 0      |

### Konstrukteurswertung
| Pos. | Konstrukteur       | Punkte |
| ---- | ------------------ | ------ |
| 01   | Ferrari            | 118    |
| 02   | McLaren-Mercedes   | 114    |
| 03   | Jordan-Mugen-Honda | 58     |
| 04   | Stewart-Ford       | 36     |
| 05   | Williams-Supertec  | 33     |
| 06   | Benetton-Playlife  | 16     |

| Pos. | Konstrukteur    | Punkte |
| ---- | --------------- | ------ |
| 07   | Prost-Peugeot   | 9      |
| 08   | Sauber-Petronas | 4      |
| 09   | Minardi-Ford    | 1      |
| 10   | Arrows          | 1      |
| 11   | BAR-Supertec    | 0      |